# 중국 표준시
중국 표준시(中國標準時, 중국어: 中國時區 또는 중국어: 中国时区; CST:China Standard Time) 또는 베이징 시간(중국어: 北京时间)은 중화인민공화국과 중화민국의 표준시로 UTC+08:00을 사용한다. 중화인민공화국은 대략 다섯 개의 시간대에 걸쳐있지만 전지역을 단일 표준시로 지정하였다.

## 협정 세계시와의 환산
| 협정 세계시(UTC) | 중국 표준시(CST) |
| ---------------- | ---------------- |
| 00:00            | 08:00            |
| 01:00            | 09:00            |
| 02:00            | 10:00            |
| 03:00            | 11:00            |
| 04:00            | 12:00            |
| 05:00            | 13:00            |
| 06:00            | 14:00            |
| 07:00            | 15:00            |
| 08:00            | 16:00            |
| 09:00            | 17:00            |
| 10:00            | 18:00            |
| 11:00            | 19:00            |
| 12:00            | 20:00            |
| 13:00            | 21:00            |
| 14:00            | 22:00            |
| 15:00            | 23:00            |
| 16:00            | (다음 날) 00:00  |
| 17:00            | (다음 날) 01:00  |
| 18:00            | (다음 날) 02:00  |
| 19:00            | (다음 날) 03:00  |
| 20:00            | (다음 날) 04:00  |
| 21:00            | (다음 날) 05:00  |
| 22:00            | (다음 날) 06:00  |
| 23:00            | (다음 날) 07:00  |

## 같이 보기
- UTC+08
- 협정 세계시